# Marina Lima
Marina Correia Lima, née à Campo Maior (Piauí) le 17 septembre 1955, est une chanteuse brésilienne.

## Biographie
Elle est née en 1955. Son père, Ewaldo Correia Lima, est économiste à la Banque interaméricaine de développement, et la famille passe quelques années à Washington,.
Elle commence à composer des chansons à l'âge de 17 ans. Le premier album qui recueille un succès notoire, publié en 1984, est intitulé Fullgás, et comprend le titre éponyme. Un autre de ses grands succès est l'album Acústico MTV, presque 20 ans plus tard, publié à la suite de l'émission MTV Acoustic en 2003 (l'équivalent brésilien de la série MTV Unplugged) (comprenant de  nouvelles chansons telles que Azúcar et une version remasterisée de son tube de 1984 Fullgas). Cet album marque un retour après une période plus difficile, à la suite de problèmes vocaux,.

## Discographie
- 2011 : Climax
- 2006 : Lá Nos Primórdios
- 2003 : Acústico MTV
- 2001 : Setembro
- 2000 : Síssi Na Sua - Ao Vivo
- 1998 : Pierrot do Brasil
- 1996 : Registros à Meia-Voz
- 1995 : Abrigo
- 1993 : O Chamado
- 1991 : Marina Lima
- 1989 : Próxima Parada
- 1987 : Virgem
- 1986 : Todas Ao Vivo
- 1985 : Todas
- 1984 : Fullgás
- 1982 : Desta Vida, Desta Arte
- 1981 : Certos Acordes
- 1981 : Olhos Felizes
- 1979 : Simples Como Fogo